# Konjugierter Index
Der konjugierte Index ist ein Begriff aus der Mathematik, insbesondere aus der Funktionalanalysis. Einer positiven reellen Zahl, die als Index aufgefasst wird, wird durch eine Gleichung eine andere positive Zahl zugeordnet und konjugierter Index genannt. Der Begriff wird insbesondere im Zusammenhang mit den {\displaystyle L^{p}}-Räumen und der Hölder-Ungleichung verwendet.

## Definition
Eine positive reelle Zahl {\displaystyle q} heißt konjugierter Index zur positiven reellen Zahl {\displaystyle p}, falls
{\displaystyle {\begin{aligned}{\frac {1}{p}}+{\frac {1}{q}}&=1\\\Leftrightarrow p+q&=p\cdot q\\\Leftrightarrow 1&=(p-1)\cdot (q-1)\end{aligned}}}
gilt. Insbesondere ist dann auch die Zahl {\displaystyle p} ein konjugierter Index von {\displaystyle q}.

## Anwendung
Vor allem in der Integralrechnung, aber auch in der klassischen Analysis wie in der Stochastik treten konjugierte Zahlenpaare auf. Üblicherweise findet die erste Begegnung mit zwei miteinander konjugierten Zahlen bei der Definition der Hölder-Ungleichung statt, wo die Norm eines Produktes von Elementen durch das Produkt der zugehörigen p- und q-Normen der jeweiligen Elemente abgeschätzt werden kann.

## Beispiel
Das typische Beispiel für zueinander konjugierte Zahlen ist die Zahl 2, die konjugiert zu sich selbst ist. Zumeist sind die Spezialfälle von Aussagen über konjugierte Zahlen mit {\displaystyle p=q=2} vor allem historisch interessant, zum Beispiel ist die oben erwähnte Hölder-Ungleichung eine spätere Verallgemeinerung der Cauchy-Schwarz-Ungleichung.